# Jacopo Marin
Jacopo Marin (né le 24 mars 1984 à Grado) est un athlète italien, spécialiste du 400 mètres.

## Biographie
Il remporte le titre du relais 4 × 400 m lors des Championnats d'Europe en salle 2009, à Turin, en compagnie de Matteo Galvan, Domenico Rao et Claudio Licciardello. L'équipe d'Italie devance le Royaume-Uni et la Pologne.

### Palmarès
| Date | Compétition                    | Lieu  | Résultat | Épreuve   |
| ---- | ------------------------------ | ----- | -------- | --------- |
| 2009 | Championnats d'Europe en salle | Turin | 1er      | 4 × 400 m |

### Records
| Épreuve | Épreuve   | Performance | Lieu     | Date            |
| ------- | --------- | ----------- | -------- | --------------- |
| 400 m   | Plein air | 47 s 23     | Kingston | 16 juillet 2002 |
| 400 m   | Salle     | 47 s 30     | Turin    | 21 février 2009 |